# Liste des films français les plus chers
 (mai 2021).
Si vous disposez d'ouvrages ou d'articles de référence ou si vous connaissez des sites web de qualité traitant du thème abordé ici, merci de compléter l'article en donnant les références utiles à sa vérifiabilité et en les liant à la section « Notes et références ».
Cette page comporte les films français les plus chers de l'histoire du cinéma. Deux listes servent à classer les records : la première utilise la valeur nominale, la seconde utilise la valeur réelle, donc en tenant compte de l'inflation.

## Par valeur nominale
| Rang | Films                                           | Réalisateur                                      | Année | Budget                            | Co-production internationale |
| ---- | ----------------------------------------------- | ------------------------------------------------ | ----- | --------------------------------- | ---------------------------- |
| 1    | Valérian et la Cité des mille planètes          | Luc Besson                                       | 2017  | 197 471 676 € (209 000 000 $)     | ✔️                           |
| 2    | Miraculous, le film                             | Jérémy Zag                                       | 2023  | 80 000 000 € (86 000 000 $)       |                              |
| 3    | Le Cinquième Élément                            | Luc Besson                                       | 1997  | 75 200 000 €                      |                              |
| 4    | Astérix aux Jeux olympiques                     | Thomas Langmann et Frédéric Forestier            | 2008  | 74 982 618 €                      | ✔️                           |
| 5    | Arthur 3 : La Guerre des deux mondes            | Luc Besson                                       | 2010  | 68 800 000 €                      |                              |
| 6    | Astérix et Obélix : L'Empire du Milieu          | Guillaume Canet                                  | 2023  | 66 240 000 €                      |                              |
| 7    | Arthur et les Minimoys                          | Luc Besson                                       | 2006  | 65 200 000 €                      |                              |
| 8    | Babylon A.D.                                    | Mathieu Kassovitz                                | 2008  | 64 519 000 € (70 000 000 $)       | ✔️                           |
| 9    | Les Trois Mousquetaires                         | Paul W. S. Anderson                              | 2011  | 64 000 000 € (75 000 000 $)       | ✔️                           |
| 10   | Arthur et la Vengeance de Malthazard            | Luc Besson                                       | 2009  | 63 200 000 €                      |                              |
| 11   | Sept Ans au Tibet                               | Jean-Jacques Annaud                              | 1997  | 61 706 959 €                      | ✔️                           |
| 12   | Astérix et Obélix : Au service de Sa Majesté    | Laurent Tirard                                   | 2012  | 61 239 780 €                      | ✔️                           |
| 13   | Deux Frères                                     | Jean-Jacques Annaud                              | 2004  | 59 660 000 €                      | ✔️                           |
| 14   | Jeanne d'Arc                                    | Luc Besson                                       | 1999  | 59 000 000 €                      |                              |
| 14   | Resident Evil: Retribution                      | Paul W. S. Anderson                              | 2012  | 59 000 000 € (65 000 000 $)       | ✔️                           |
| 15   | Braqueurs d'élite                               | Steven Quale                                     | 2017  | 57 463 494 €                      | ✔️                           |
| 16   | Resident Evil: Afterlife                        | Paul W. S. Anderson                              | 2010  | 55 000 000 € (60 000 000 $)       | ✔️                           |
| 17   | Un long dimanche de fiançailles                 | Jean-Pierre Jeunet                               | 2004  | 56 600 000 €                      | ✔️                           |
| 18   | Les Visiteurs en Amérique                       | Jean-Marie Poiré                                 | 2001  | 53 520 000 €                      | ✔️                           |
| 19   | Le Petit Prince                                 | Mark Osborne                                     | 2015  | 52 161 991 €                      |                              |
| 20   | From Paris with Love                            | Pierre Morel                                     | 2010  | 52 000 000 €                      |                              |
| 21   | Taken 3                                         | Olivier Megaton                                  | 2015  | 51 460 337 €                      |                              |
| 22   | Astérix et Obélix : Mission Cléopâtre           | Alain Chabat                                     | 2002  | 50 300 000 €                      | ✔️                           |
| 23   | Oliver Twist                                    | Roman Polanski                                   | 2005  | 50 052 027 €                      | ✔️                           |
| 24   | Océans                                          | Jacques Perrin et Jacques Cluzaud                | 2010  | 49 619 972 €                      |                              |
| 25   | Lucy                                            | Luc Besson                                       | 2014  | 49 006 310 €                      |                              |
| 26   | Silent Hill                                     | Christophe Gans                                  | 2006  | 46 000 000 € (50 000 000 $)       | ✔️                           |
| 27   | La Révolution française                         | Robert Enrico et Richard T. Heffron              | 1989  | 43 258 879 € (300 000 000 francs) | ✔️                           |
| 28   | Le Comte de Monte-Cristo                        | Alexandre de La Patellière et Matthieu Delaporte | 2024  | 42 900 000 €                      |                              |
| 29   | Astérix et Obélix contre César                  | Claude Zidi                                      | 1999  | 41 868 668 € (274 640 460 francs) | ✔️                           |
| 30   | The Ghost Writer                                | Roman Polanski                                   | 2010  | 41 503 500 € (45 000 000 $),      | ✔️                           |
| 31   | Resident Evil: Apocalypse                       | Alexander Witt                                   | 2004  | 41 000 000 € (45 000 000 $)       | ✔️                           |
| 31   | Resident Evil: Extinction                       | Russell Mulcahy                                  | 2007  | 41 000 000 € (45 000 000 $)       | ✔️                           |
| 32   | Or Noir                                         | Jean-Jacques Annaud                              | 2011  | 40 000 000 €                      | ✔️                           |
| 32   | Le Cerveau                                      | Gérard Oury                                      | 1969  | 43 000 000 € (30 000 000 francs), | ✔️                           |
| 33   | Sur la piste du Marsupilami                     | Alain Chabat                                     | 2012  | 39 400 000 €                      | ✔️                           |
| 34   | Le Pianiste                                     | Roman Polanski                                   | 2002  | 38 160 000 €                      | ✔️                           |
| 35   | Taken 2                                         | Olivier Megaton                                  | 2012  | 37 112 087 €                      |                              |
| 36   | Pirates                                         | Roman Polanski                                   | 1986  | 36 888 400 € (40 000 000 $)       | ✔️                           |
| 37   | Les Trois Mousquetaires : Milady                | Martin Bourboulon                                | 2023  | 36 160 000 €,                     | ✔️                           |
| 38   | Blueberry, l'expérience secrète                 | Jan Kounen                                       | 2004  | 36 130 000 €                      | ✔️                           |
| 39   | Les Trois Mousquetaires : D'Artagnan            | Martin Bourboulon                                | 2023  | 36 080 000 €,                     | ✔️                           |
| 40   | Resident Evil : Chapitre final                  | Paul W. S. Anderson                              | 2016  | 36 000 000 € (40 000 000 $)       | ✔️                           |
| 41   | L'Amour ouf                                     | Gilles Lellouche                                 | 2024  | 35 750 000 €                      | ✔️                           |
| 42   | Les Bronzés 3                                   | Patrice Leconte                                  | 2006  | 35 056 049 €                      |                              |
| 43   | La Neuvième Porte                               | Roman Polanski                                   | 1999  | 35 028 020 € (38 000 000 $)       | ✔️                           |
| 44   | Les Frères Sisters                              | Jacques Audiard                                  | 2018  | 34 900 000 € (38 000 000 $)       | ✔️                           |
| 45   | La Belle et la Bête                             | Christophe Gans                                  | 2014  | 34 045 717 €                      | ✔️                           |
| 46   | Danny the Dog                                   | Louis Leterrier                                  | 2005  | 33 945 816 €                      | ✔️                           |
| 47   | Le Dernier Loup                                 | Jean-Jacques Annaud                              | 2015  | 33 883 192 €                      | ✔️                           |
| 48   | Astérix : Le Secret de la potion magique        | Alexandre Astier et Louis Clichy                 | 2018  | 33 700 000 €,                     |                              |
| 49   | Mr. Nobody                                      | Jaco Van Dormael                                 | 2009  | 33 029 545 €                      | ✔️                           |
| 50   | Raid Dingue                                     | Dany Boon                                        | 2017  | 32 446 758 €                      | ✔️                           |
| 51   | Colombiana                                      | Olivier Megaton                                  | 2011  | 32 134 121 €                      |                              |
| 52   | Le Pacte des loups                              | Christophe Gans                                  | 2001  | 32 010 000 €                      | ✔️                           |
| 53   | Les Aventures extraordinaires d'Adèle Blanc-Sec | Luc Besson                                       | 2010  | 31 940 000 €                      |                              |
| 54   | Pourquoi j'ai pas mangé mon père                | Jamel Debbouze                                   | 2015  | 31 797 563 €                      | ✔️                           |
| 55   | Supercondriaque                                 | Dany Boon                                        | 2014  | 31 680 587 €                      | ✔️                           |
| 56   | Notre-Dame brûle                                | Jean-Jacques Annaud                              | 2022  | 31 530 000 €                      | ✔️                           |
| 57   | Astérix : Le Domaine des dieux                  | Alexandre Astier et Louis Clichy                 | 2014  | 31 031 499 €                      | ✔️                           |
| 58   | Sa Majesté Minor                                | Jean-Jacques Annaud                              | 2007  | 30 426 270 €                      | ✔️                           |
| 59   | Resident Evil                                   | Paul W. S. Anderson                              | 2002  | 30 000 000 € (33 000 000 $)       | ✔️                           |
| 59   | Malavita                                        | Luc Besson                                       | 2013  | 30 000 000 €                      | ✔️                           |
| 59   | Anna                                            | Luc Besson                                       | 2019  | 30 000 000 €,                     |                              |

## Par valeur réelle
- Astérix et Obélix contre César (1999), 274 millions de francs. Le film en langue française le plus cher de son époque[17],[18].
- Le Hussard sur le toit (1995), 176 millions de francs. Il est le film le plus cher de son époque[19].
- Germinal (1993), 165 millions de francs, battant le record du film français le plus cher[20].
- 1492 : Christophe Colomb (1992), coproduction à 260 millions de francs[20]
- Indochine (1992), 100 millions de francs[20]
- Le Brasier (1991), première production française à dépasser le cap des 100 millions de francs[21].
- Tess (1979), 50 millions de francs. Il bat le record du film français le plus cher[22].
- Le Cerveau (1969), 30 millions de francs. Il est le film le plus cher de son époque[6].

## Pour approfondir